# Красивая Дева Мария из Кружлёвой

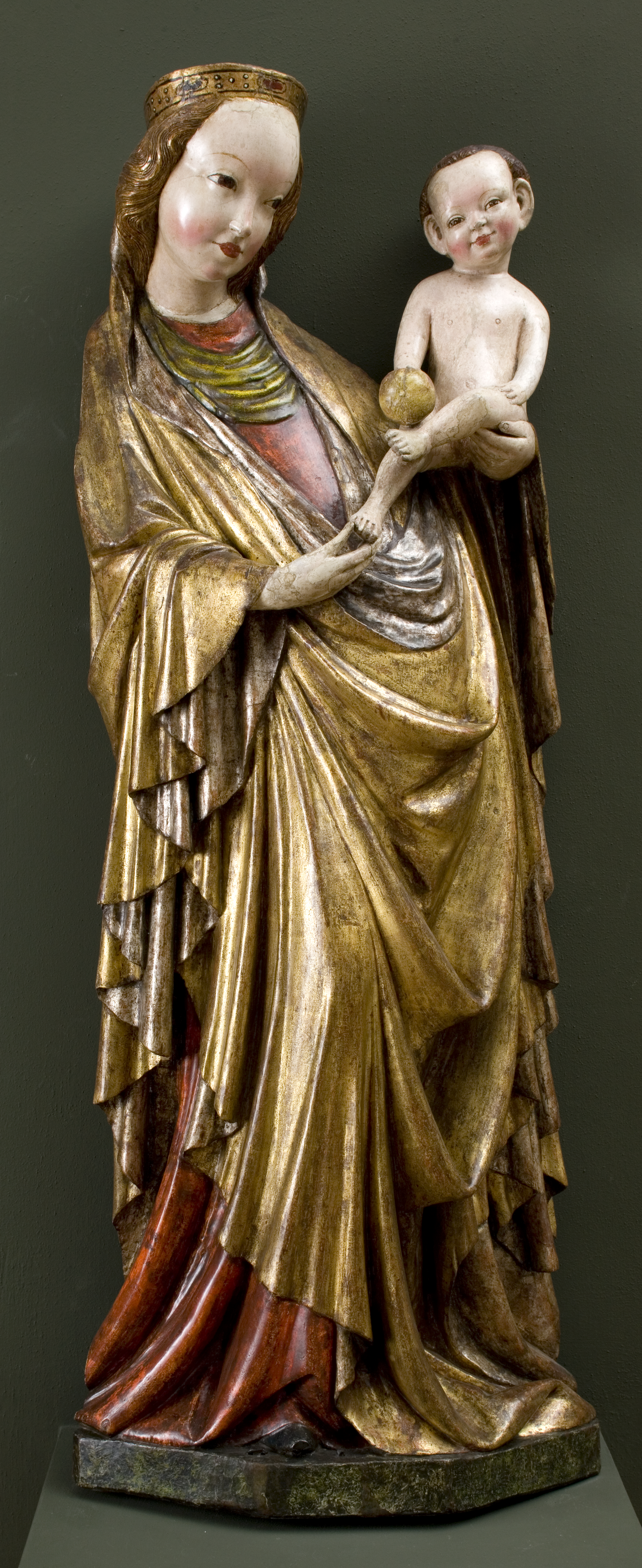
Эта скульптура Девы Марии с младенцем

Красивая Дева Мария из Кружлёвой (пол. Madonna z Krużlowej) — готическая скульптура из липы, ранее находилась в приходском костёле деревни Кружлёва Выжня (Малопольское воеводство, Новосонченский повят, гмина Грыбув). В 1889 году скульптуру там обнаружили Владислав Лущкевич и Станислав Выспянский. В 1899 году она была приобретена Национальным музеем в Кракове.

## Описание
Скульптура относится к так называемому мягкому позднеготическому стилю и является образцом т. н. «Красивых Мадонн», относящихся к стилю интернациональной готики. Она была изготовлена в начале XV века неизвестным резчиком.
Статую высотой 119 см возможно осматривать только с трёх сторон, а сзади она выдолблена для того, чтобы предотвратить растрескивание древесины.
Статуя изображает Деву Марию с обнажённым младенцем, держащим яблоко. Мария стоит в контрапосте, её наряд обильно декорирован складками одеяния, которые не искажают пропорции фигуры.

## История
Предполагается, что статуя была предназначена для одного из краковских костёлов и лишь в XVII веке была вытеснена модой на барочные скульптуры и перенесена в деревенский костёл в Кружлёвой Выжне.
Первое документальное упоминание о скульптуре датируется 1607 годом, а следующее уже 1766 годом. Скульптура находилась сначала в главном алтаре, потом была перенесена в притвор, и, наконец, из-за повреждения древоточцами её отнесли на чердак костёла.
Статуя была найдена в очень плохом состоянии, она была покрыта многими слоями масляных красок: когда очередной слой начинал облезать, его соскабливали и красили статую снова. В Кракове была выставлена в залах Сукенниц на площади Рынок, потом с 1924 года в башни Краковской ратуши. Во время гитлеровской оккупации была взята в качестве украшения кабинета губернатора Ганса Франка в Вавельском дворце.
С октября 2007 года принадлежит коллекции музея Эразма Циолека в Кракове.

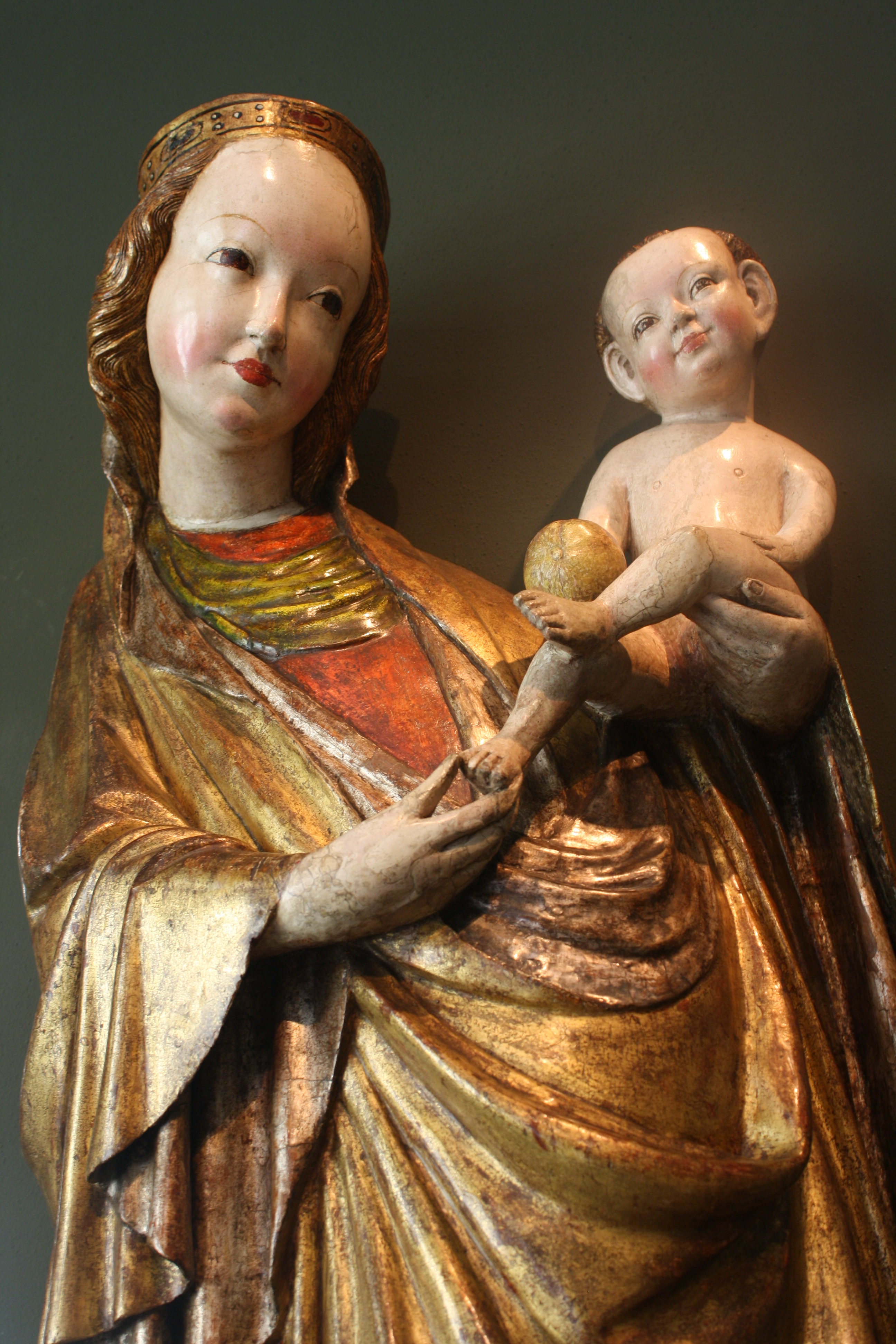
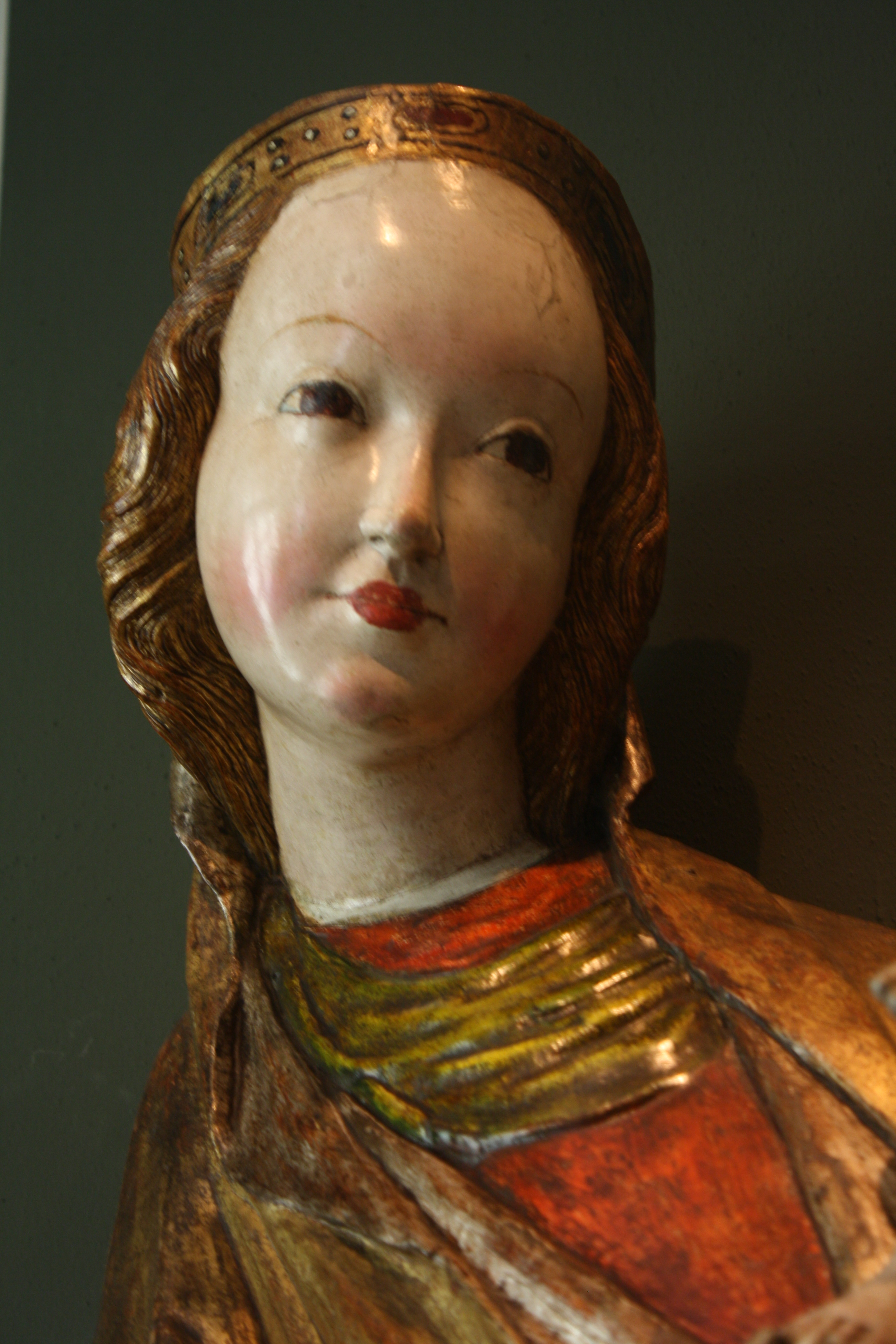
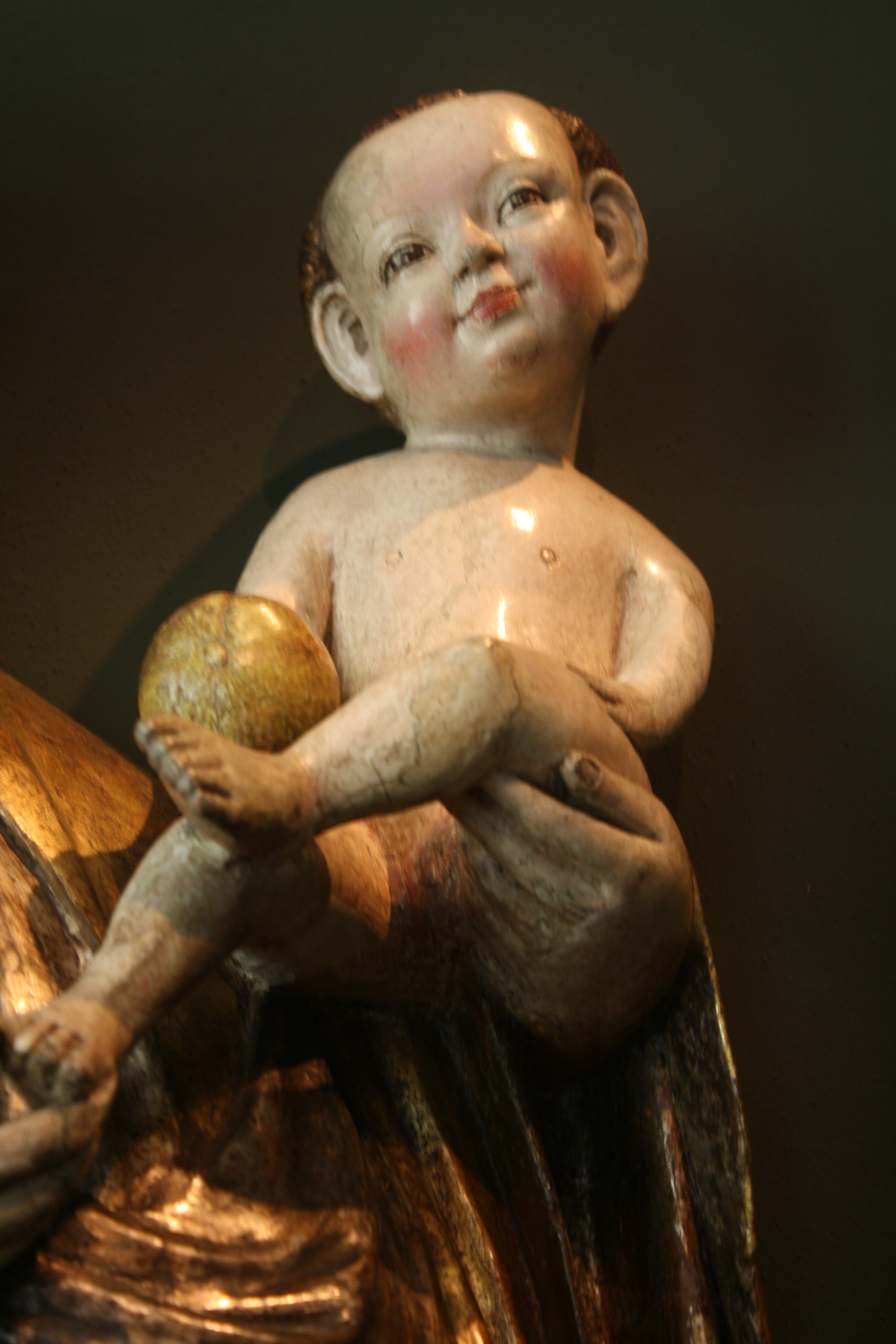
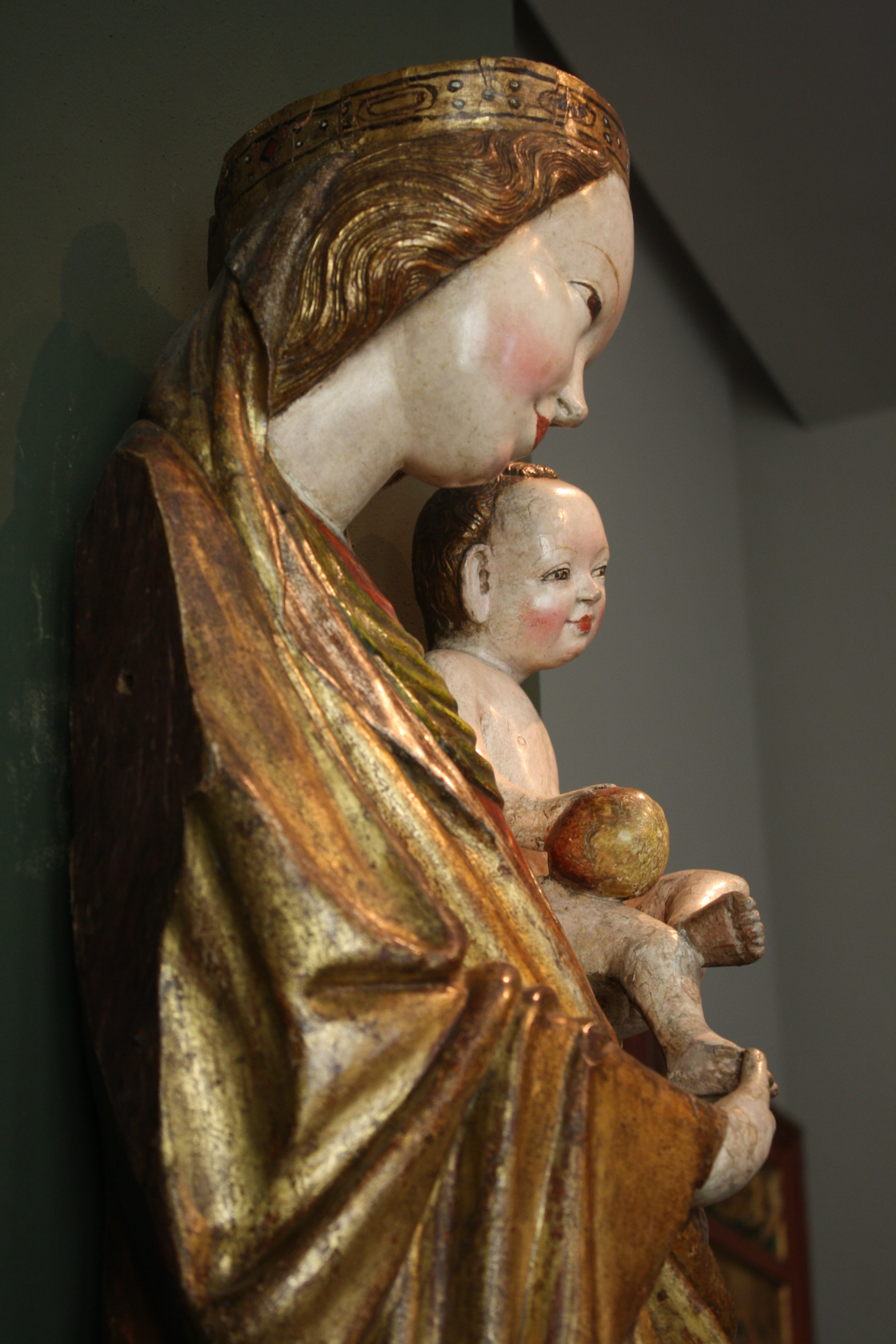